# Billie Lou Watt
Billie Lou Watt (Misuri, Estados Unidos; 20 de junio de 1924-Nueva York, 7 de septiembre de 2001) fue una actriz de voz, teatro y televisión. Fue la esposa de Hal Struder y tuvo tres hijos. Falleció en 2001 de cáncer de pulmón.
Se graduó en la Ritenour High School Por sus contribuciones a la industria del entretenimiento y sus labores caritativos, fue introducida a la Ritenour Alumni Hall of Fame en 2005.

## Filmografía

### Cine
| Películas | Películas              | Películas                            | Películas |
| Año       | Título                 | Papel                                |           |
| --------- | ---------------------- | ------------------------------------ | --------- |
| 1976      | The Tenth Level        |                                      |           |
| 1974      | Jack and the Beanstalk | Madre de Jack                        |           |
| 1969      | El Gato con Botas      | Mouse Patriarch / Gideon / Blunderer |           |
| 1968      | La princesa encantada  | Prince                               |           |
| 1965      | Attack from Space      | Niña                                 |           |
| 1946      | Little Women           |                                      |           |

### Televisión

#### Series
| Series de televisión | Series de televisión                      | Series de televisión                    | Series de televisión |
| Año                  | Título                                    | Papel                                   | Notas                |
| -------------------- | ----------------------------------------- | --------------------------------------- | -------------------- |
| 1999-2002            | Agallas, el perro cobarde                 | Ma Bagge                                | 39 episodios         |
| 1981-1982            | Super libro                               | Christopher Peepers                     |                      |
| 1982-1983            | Anime oyako gekijô                        | Christopher Chris Peeper / Gizmo / Elda | 52 episodios         |
| 1982                 | Time kyôshitsu: Tondera house no daibôken | Elizabeth                               | 52 episodios         |
| 1980                 | Search for Tomorrow                       | Ellie Bergman                           | Un episodio          |
| 1965                 | Kimba, el león blanco                     | Kimba                                   |                      |
| 1964                 | Gigantor                                  | Jimmy Sparks                            | 12 episodios         |
| 1963                 | Astroboy                                  | Astroboy                                | Un episodio          |
| 1958                 | Armstrong Circle Theatre                  |                                         | Un episodio          |
| 1958                 | From These Roots                          | Maggie Barker Weaver                    |                      |
| 1956                 | The Edge of Night                         | Florence Hatcher                        |                      |
| 1951                 | The Billy Bean Show                       | Hija del jefe                           |                      |

#### Programas
| Programas de televisión | Programas de televisión | Programas de televisión | Programas de televisión |
| Año                     | Título                  | Papel                   |                         |
| ----------------------- | ----------------------- | ----------------------- | ----------------------- |
| 2004                    | Tripping the Rift       | Bereniece               |                         |

### Cortometrajes
| Cortometraje | Cortometraje        | Cortometraje | Cortometraje |
| Año          | Título              | Papel        |              |
| ------------ | ------------------- | ------------ | ------------ |
| 1998         | The End of the Road | Helen        |              |